# 馬薩科里
馬薩科里是中部非洲國家乍得的城鎮，也是哈傑爾-拉密區的首府，位於該國西部，距離首都恩賈梅納約125公里，鎮上有機場設施，2008年人口16,237。